# Петица штапова (тарот карта)
Пет штапова (или палица) је карта која се користи у картама латинске боје које укључују тарот шпилове. То је део онога што читаоци тарот карата називају „Мала Аркана”.
Тарот карте се користе широм Европе за играње тарот карташких игара . 

## Опис
Група младића маше штаповима (палицама), као у спорту или свађи.

## Кључна значења
Кључна значења Пет штапова: 
- Анксиозност
- Сукоб
- Неслагање
- Солидарност
- Завршетак